# Adorazione dei Magi (Pittoni)
L'Adorazione dei Magi è un dipinto a olio su tela centinata (420x260 cm) di Giovanni Battista Pittoni, databile al 1740 e conservato nella collegiata dei Santi Nazaro e Celso di Brescia.
L'opera è fra le migliori del Pittoni conservate a Brescia, dove conobbe un largo apprezzamento critico e artistico. Molto ricca a livello formale e cromatico, è testimonianza del continuo sviluppo dell'arte del pittore verso composizioni più studiate, soggetti più dettagliati e maggiore raffinatezza complessiva.

## Storia
La tela viene citata per la prima volta nella guida di Francesco Maccarinelli del 1747, che scrive pertanto nello svolgersi dei fatti, e la dice eseguita nel 1740, segnalandone la collocazione a destra del pulpito. Il dipinto è poi citato in tutte le guide successive, che documentano mano a mano gli spostamenti a cui viene sottoposto, soprattutto a causa dell'integrale ricostruzione della chiesa praticata nei decenni immediatamente successivi.
Il dipinto, per le sue caratteristiche formali e cromatiche, riscosse un largo successo non solo nella critica, ma anche nell'arte locale, successo tradottosi in svariate copie e repliche in piccolo sparse per Brescia e nel territorio.
Nella seconda metà del Novecento trova collocazione stabile e definitiva sopra l'ingresso laterale sinistro della chiesa, accanto ai resti del monumento funebre Averoldi-Riario.

## Descrizione
La tela raffigura l'adorazione dei Magi, noto episodio successivo alla nascita del Bambino Gesù e diffuso nell'arte pittorica. Al centro è raffigurato il Bambino con la Madonna alle sue spalle e san Giuseppe inginocchiato davanti, mentre attorno si trovano i re Magi e altre figure, tra cui alcuni angeli.
Sullo sfondo si vedono ruderi di edifici classici, parzialmente coperti da nubi dalle quali spuntano altri angioletti adoranti.

## Stile
La tela è fra le migliori delle dieci che il Pittoni, tra il 1737 e il 1754, realizzò per committenze bresciane e che sono ancora oggi conservate in Brescia e provincia, oltre a un numero imprecisato di dipinti di piccolo formato.
Pier Virgilio Begni Redona, nel 1992, la dice "sfolgorante di colori, dall'impostazione spaziale di ampio respiro" che "introduce in terra bresciana l'ariosità settecentesca veneziana". "Accettando con moderazione il gusto rococò", prosegue il critico, "tempera certo trionfalismo tiepolesco e coniuga le eleganze formali ad una raffinata ricerca cromatica e compositiva. È una prova dell'alta professionalità, della "finitezza" tecnica e compositiva di cui andò famoso il Pittoni anche presso i suoi contemporanei".
Franca Zava Boccazzi, nella monografia sul Pittoni del 1979, tratta ampiamente di questa Adorazione e la considera in stretta connessione con la precedente pala, ma di stesso soggetto, conservata nel Museo Czartoryski di Cracovia e databile al 1730, questo perché "conservandone essenzialmente lo schema compositivo, costituito dalle due diagonali convergenti a destra nella Vergine, lo sviluppa con più numerosi personaggi scalati in uno scenario spaziato su piani segnati dai gradini del trono, dalla quinta delle due colonne con le travi, e chiuso a destra dal fondale architettonico". La studiosa sottolinea poi che, pur riutilizzando un repertorio figurale già parzialmente utilizzato in altre opere, si arriva ugualmente a un "nuovo, ricercato tenore figurativo" grazie alla rielaborazione gestuale dei soggetti e alla più marcata sontuosità dei costumi.
Dell'opera esistono due disegni preparatori conservati al Museo Correr di Venezia e, sempre a Venezia, un bozzetto in collezione privata.